# 1953-as Formula–1 francia nagydíj
Az 1953-as Formula–1-es világbajnokság ötödik futama a francia nagydíj volt.

## Futam
Az ötödik verseny a francia nagydíj volt, ami egy év kihagyás után visszatért az első két évben használt reimsi pályára. Az első rajthely ismét Alberto Ascarié lett, utána következett Felice Bonetto, majd Luigi Villoresi. Fangio, aki kora legnagyobb edzésmenőjének számított, csak a negyedik helyről indult, életében először a harmadik helynél rosszabb helyről.
A verseny a Formula–1 addigi legszorosabb befutóját hozta, ugyanis az első négy 5 másodpercen belül volt egymáshoz képest. A versenyből ezúttal is egy Ferraris került ki győztesen, a mindössze 24 éves Mike Hawthorn, aki az addig győzni tudó pilóták közül a legfiatalabb volt.
A második helyen Fangio futott be. Mivel a leggyorsabb kört is megfutotta, amiért egy plusz pont járt, csak egy ponttal kapott kevesebbet a győztesnél.
A dobogó harmadik fokára is Maseratis állhatott fel, José Froilán González személyében. A további két pontszerző a Ferraris Ascari és Giuseppe Farina lett, Villoresi pedig a hatodik helyen ért célba
|    | Rsz. | Versenyző             | Csapat                | Körök | Idő/Kiesések     | Start | Pontok |
| -- | ---- | --------------------- | --------------------- | ----- | ---------------- | ----- | ------ |
| 1  | 16   | Mike Hawthorn         | Ferrari               | 60    | 2:44'18,6        | 7     | 8      |
| 2  | 18   | Juan Manuel Fangio    | Maserati              | 60    | + 1,0            | 4     | 7      |
| 3  | 20   | José Froilán González | Maserati              | 60    | + 1,4            | 5     | 4      |
| 4  | 10   | Alberto Ascari        | Ferrari               | 60    | + 4,6            | 1     | 3      |
| 5  | 14   | Giuseppe Farina       | Ferrari               | 60    | + 1'07,6         | 6     | 2      |
| 6  | 12   | Luigi Villoresi       | Ferrari               | 60    | + 1'15,9         | 3     |        |
| 7  | 46   | Toulo de Graffenried  | Maserati              | 58    | + 2 kör          | 9     |        |
| 8  | 44   | Louis Rosier          | Ferrari               | 56    | + 4 kör          | 10    |        |
| 9  | 22   | Onofre Marimón        | Maserati              | 55    | + 5 kör          | 8     |        |
| 10 | 2    | Jean Behra            | Gordini               | 55    | + 5 kör          | 22    |        |
| 11 | 38   | Bob Gerard            | Cooper-Bristol        | 55    | + 5 kör          | 12    |        |
| 12 | 48   | Johnny Claes          | Connaught-Lea-Francis | 53    | + 7 kör          | 21    |        |
| 13 | 28   | Peter Collins         | HWM-Alta              | 52    | + 8 kör          | 17    |        |
| 14 | 30   | Yves Giraud-Cabantous | HWM-Alta              | 50    | + 10 kör         | 18    |        |
| 15 | 32   | Louis Chiron          | Osca                  | 43    | + 17 kör         | 25    |        |
| Ki | 24   | Felice Bonetto        | Maserati              | 42    | Motor            | 2     |        |
| Ki | 36   | Stirling Moss         | Cooper-Alta           | 38    | Kuplung          | 13    |        |
| Ki | 42   | Prince Bira           | Connaught-Lea-Francis | 29    | Differenciálmű   | 11    |        |
| Ki | 34   | Élie Bayol            | Osca                  | 18    | Motor            | 15    |        |
| Ki | 40   | Ken Wharton           | Cooper-Bristol        | 17    | Kerékcsapágy     | 14    |        |
| Ki | 4    | Maurice Trintignant   | Gordini               | 14    | Váltó/erőátvitel | 23    |        |
| Ki | 26   | Lance Macklin         | HWM-Alta              | 9     | Kuplung          | 16    |        |
| Ki | 6    | Harry Schell          | Gordini               | 4     | Motor            | 20    |        |
| Ki | 8    | Roberto Mieres        | Gordini               | 4     | Tengely          | 24    |        |
| Ki | 50   | Roy Salvadori         | Connaught-Lea-Francis | 2     | Gyújtás          | 19    |        |

## Statisztikák
Vezető helyen:José Froilán González 29 kör (1-29)
- Juan Manuel Fangio 17 kör (30-31 / 35-36 / 39-41 / 45-47 / 49-53 / 55-56)
- Mike Hawthorn 14 kör (32-34 / 37-38 / / 42-44 / 48 /54 / 57-60)
- Mike Hawthorn 1. győzelme
- Ferrari 14. győzelme.